# Catherine Maloteau
Catherine Maloteau, née  Catherine Donna (morte le 3 septembre 1749), est bourgmestre de Namur de 1734 à sa mort.

## Éléments biographiques
Catherine Donna naît au sein d'une famille de marchands. À dix-sept ans, elle épouse Thomas Maloteau, un bourgeois contrôleur des forêts domaniales du comté de Namur qui, en 1701, achète la charge de bourgmestre. Catherine Maloteau aide activement son mari, faisant même son travail, si bien qu'à la mort de celui-ci en 1734, elle lui succède en tant que bourgmestre, à la satisfaction générale, quelque quinze ans, jusqu'à sa mort en 1749.
Catherine Maloteau est la seule femme à avoir occupé, sous l'Ancien Régime, une charge officielle importante dans la ville de Namur.